# Joseph Skipsey

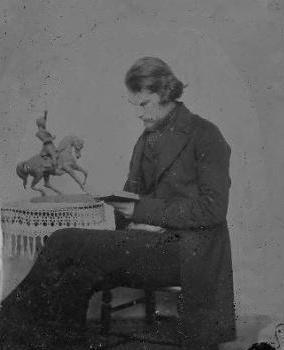
Joseph Skipsey omstreeks 1850

Joseph Skipsey (Tynemouth, 17 maart 1832 — Gateshead, 3 september 1903) was een Brits mijnwerker en dichter, die als de pitman poet bekendstaat. Zijn bekendste gedicht is ‘The Hartley Calamity’ over de mijnramp van New Hartley, die in 1862 aan 204 mensen het leven kostte. Ook ‘Get Up!’ en ‘The Collier Lad’ waren populaire gedichten.
Skipsey werd geboren in het verdwenen gehuchtje Percy nabij de mijn van Percy Main, in het jaar 1832. Dit was tevens het jaar van een grootscheepse staking onder leiding van de vakbond van Thomas Hepburn, die protesteerde tegen de vergeldingsmaatregelen van de mijneigenaren met Charles Vane, 3de markies van Londonderry, als aanvoerder. Het jaar voordien had de vakbond een overwinning behaald, en thans werden vakbondsleden uit de mijnen geweerd. In het tumult dat hieruit ontstond, werd Joseph Skipseys vader Cuthbert doodgeschoten door een politieagent tijdens een confrontatie tussen de stakers en de politie. Ten gevolge hiervan had het gezin zijn broodwinner verloren en moest het lange tijd van brandnetelsoep leven.
Op zevenjarige leeftijd begon Joseph Skipsey als ‘trapper’ in Percy Main Colliery te werken; dit was iemand die de sluizen in de ventilatieschachten moest bedienen om te voorkomen dat zich methaangas zou opstapelen: het was een functie die bij voorkeur door kinderen werd vervuld. Joseph was autodidact en leerde zichzelf lezen en schrijven, en op zijn vijftiende kreeg hij van een oom enkele boeken uitgeleend.
Toen hij twintig was, trok Skipsey te voet van Tyneside naar Londen, op zoek naar een baan en een betere maatschappelijke status. Ginds werkte hij voor de spoorwegen en ontmoette hij zijn vrouw, Sarah Ann Fendley. Met haar keerde hij terug naar Gateshead, alwaar hij in een ijzersmelterij ging werken. Hij was in 1863 ook nog kortstondig bibliothecaris, maar om in zijn levensonderhoud te kunnen voorzien, moest hij opnieuw de mijnen in trekken. Hij werkte in de mijnen van Backworth, Newsham, Cowpen en Ashington. In 1882 werden hij en zijn vrouw de conciërges van een kostschool in Newcastle upon Tyne, en later was hij ook nog portier. Skipsey werd bevriend met de advocaat en schrijver Robert Spence Watson, die de belangen van de arbeiders behartigde.
Hij verhuisde in 1889 naar Stratford-upon-Avon en werd tezamen met zijn vrouw de museumbewaker van het geboortehuis van Shakespeare. Dit hield hij nog geen twee jaar vol, want hij beschouwde de artefacten grotendeels als vervalsingen. Het echtpaar keerde terug naar Gateshead; Sarah stierf in 1902 en Joseph in 1903. Skipsey ligt in Gateshead begraven.

## Werken
- 1862 Poems, Songs & Ballads
- 1864 The Collier Lad and Other Lyrics
- 1886 Carols from the Coalfields
- 1892 Songs & Lyrics

- Bibliothèque nationale de France: cb12197098q (data)
- International Standard Name Identifier: 0000 0003 5433 9109
- Library of Congress Control Number: no00026630
- Nationale Bibliotheek van Israël: 987007282876005171
- Système universitaire de documentation: 03058485X
- Virtual International Authority File: 33998375
- WorldCat: E39PBJmhP8mHQxQDjp46QcYHG3